# باشگاه فوتبال آختالا
باشگاه فوتبال آختالا (ارمنی: Ֆուտբոլային Ակումբ Ախթալա; انگلیسی: FC Akhtala) یک باشگاه فوتبال در شهر آختالا و در استان لوری، ارمنستان می‌باشد که در لیگ برتر فوتبال ارمنستان بازی می‌کرد. این باشگاه در سال ۱۹۹۲ منحل شد.

## آمار لیگ
| ارمنستان (۱۹۹۲) |              |     |      |     |       |      |        |          |     |        |      |
| فصل             | دسته         | سطح | بازی | برد | تساوی | باخت | گل زده | گل خورده | +/- | امتیاز | مکان |
| ۱۹۹۲            | لیگ دسته اول | ۲   | ۲۶   | ۶   | ۳     | ۱۷   | ۴۱     | ۷۲       | -۳۱ | ۱۵     | ۱۹.  |